# Пелконен, Яана
Яана Маарит Пелконен (фин. Jaana Maarit Pelkonen; род. 27 января 1977[…], Лахти, Хяме) — финская ведущая, модель и политик.

## Биография
Карьера Пелконен началась с «Радио 99» в Лахти, ведущей которого она была с 1995 по 1997 год. 
С 1997 по 2005 Пелконен вела программу о видеоиграх «Tilt». Она также была ведущей двух национальных отборов Финляндии к конкурсу песни Евровидение. В 2007 году она вместе с Микко Леппилампи вела уже сам конкурс. Также в 2008 объявляла результаты телеголосования своей страны на Танцевальном Евровидении.
C 2011 по 2023 года являлась депутатом парламента Финляндии от Национальной коалиции.